# Pod skórą (album)
Pod skórą – siódmy album studyjny polskiej piosenkarki Kasi Cerekwickiej. Wydawnictwo ukazało się 18 września 2020 nakładem wytwórni muzycznej Agora.
Album jest utrzymany w stylu muzyki pop. Składa się z wersji standardowej (1 CD).
Płyta zadebiutowała na 50. miejscu polskiej listy sprzedaży – OLiS.
Nagrania były promowane singlami: „W pogoni za szczęściem”, „Nigdy”, „Pod skórą” i „Lody”.

## Lista utworów
Opracowano na podstawie materiału źródłowego.
| Pod skórą – Wersja standardowa | Pod skórą – Wersja standardowa | Pod skórą – Wersja standardowa           | Pod skórą – Wersja standardowa                         | Pod skórą – Wersja standardowa |
| Nr                             | Tytuł utworu                   | Słowa                                    | Muzyka                                                 | Długość                        |
| ------------------------------ | ------------------------------ | ---------------------------------------- | ------------------------------------------------------ | ------------------------------ |
| 1.                             | „Nigdy”                        | Katarzyna Cerekwicka                     | Marcin Bors, Jakub Galiński, Katarzyna Piszek          | 3:27                           |
| 2.                             | „Na cztery ręce”               | Katarzyna Cerekwicka                     | Katarzyna Cerekwicka, Mariusz Obijalski, Monika Borzym | 3:32                           |
| 3.                             | „Na próżno”                    | Katarzyna Cerekwicka                     | Leszek Biolik                                          | 3:38                           |
| 4.                             | „Lody”                         | Katarzyna Cerekwicka                     | Katarzyna Cerekwicka, Marcin Bors                      | 3:19                           |
| 5.                             | „Pod skórą”                    | Katarzyna Cerekwicka, Marzena Rogalska   | Katarzyna Cerekwicka, Marcin Bors                      | 4:29                           |
| 6.                             | „W pogoni za szczęściem”       | Katarzyna Cerekwicka                     | Mariusz Obijalski, Monika Borzym                       | 3:20                           |
| 7.                             | „Zostawmy wszystko”            | Katarzyna Cerekwicka, Przemysław Rozenek | Katarzyna Cerekwicka, Marcin Bors                      | 2:50                           |
| 8.                             | „Gdzie kończy się noc”         | Katarzyna Cerekwicka                     | Katarzyna Cerekwicka, Marcin Bors                      | 3:22                           |
| 9.                             | „Nic nie znaczą już”           | Katarzyna Cerekwicka                     | Katarzyna Cerekwicka, Marcin Bors                      | 3:51                           |
| 10.                            | „Złudzenia”                    | Katarzyna Cerekwicka                     | Katarzyna Cerekwicka, Marcin Bors                      | 3:42                           |
| 11.                            | „Powód”                        | Katarzyna Cerekwicka                     | Katarzyna Cerekwicka                                   | 2:43                           |
|                                |                                |                                          |                                                        | 38:13                          |

## Pozycja na liście sprzedaży

### Pozycja na liście tygodniowej
| Kraj   | Lista (2020)  | Najwyższa pozycja |
| ------ | ------------- | ----------------- |
| Polska | OLiS – albumy | 50                |